# Journées mondiales de la jeunesse 2013
Les Journées mondiales de la jeunesse 2013 étaient les 28e Journées mondiales de la jeunesse, organisées par l'Église catholique, qui se sont tenues à Rio de Janeiro au Brésil du 23 au 28 juillet 2013, tel qu'annoncé par le pape Benoît XVI à l'issue des JMJ 2011.
Le thème choisi par le pape Benoît XVI pour ces JMJ 2013 était « Allez ! De toutes les nations faites des disciples » (cf. Mt 28, 19).
Avant la coupe du monde de football de 2014 et les Jeux olympiques d'été de 2016, les JMJ 2013 constituaient le premier de ces trois événements mondiaux majeurs dont l'organisation a été confiée au Brésil.

## Déroulement
Les inscriptions à l'évènement ont été ouvertes le 30 juin 2012.
À partir du mardi 16 juillet a eu lieu la semaine missionnaire, dans les différents diocèses brésiliens. La messe d'ouverture, le 23 juillet, a été célébrée sur la plage de Copacabana par Mgr Orani João Tempesta. Le pape François est arrivé le 22 juillet.
La messe finale a été célébrée sur la plage de Copacabana, le lieu prévu initialement à Guaratiba n'ayant pu recevoir la célébration pour cause climatique. Le lieu des JMJ 2016 a été annoncé comme étant Cracovie en Pologne.

### En France
Plus de 5 000 jeunes Français se sont inscrits aux JMJ de Rio. Différents festivals de veillées, de prières et de catéchèses ont été organisés dans les diocèses français pendant les JMJ pour les jeunes qui ne pouvaient pas se rendre au Brésil.

## Aspects économiques
Le coût de ces JMJ est estimé entre 109 et 119 millions d'euros dont 40 millions financés par l'État.
L'impact économique de la venue des pèlerins a également été évalué. Il est estimé que l'événement a injecté 1,8 milliard de réaux dans l'économie de la ville de Rio soit environ un demi-milliard d'euros.

## Galerie d'images

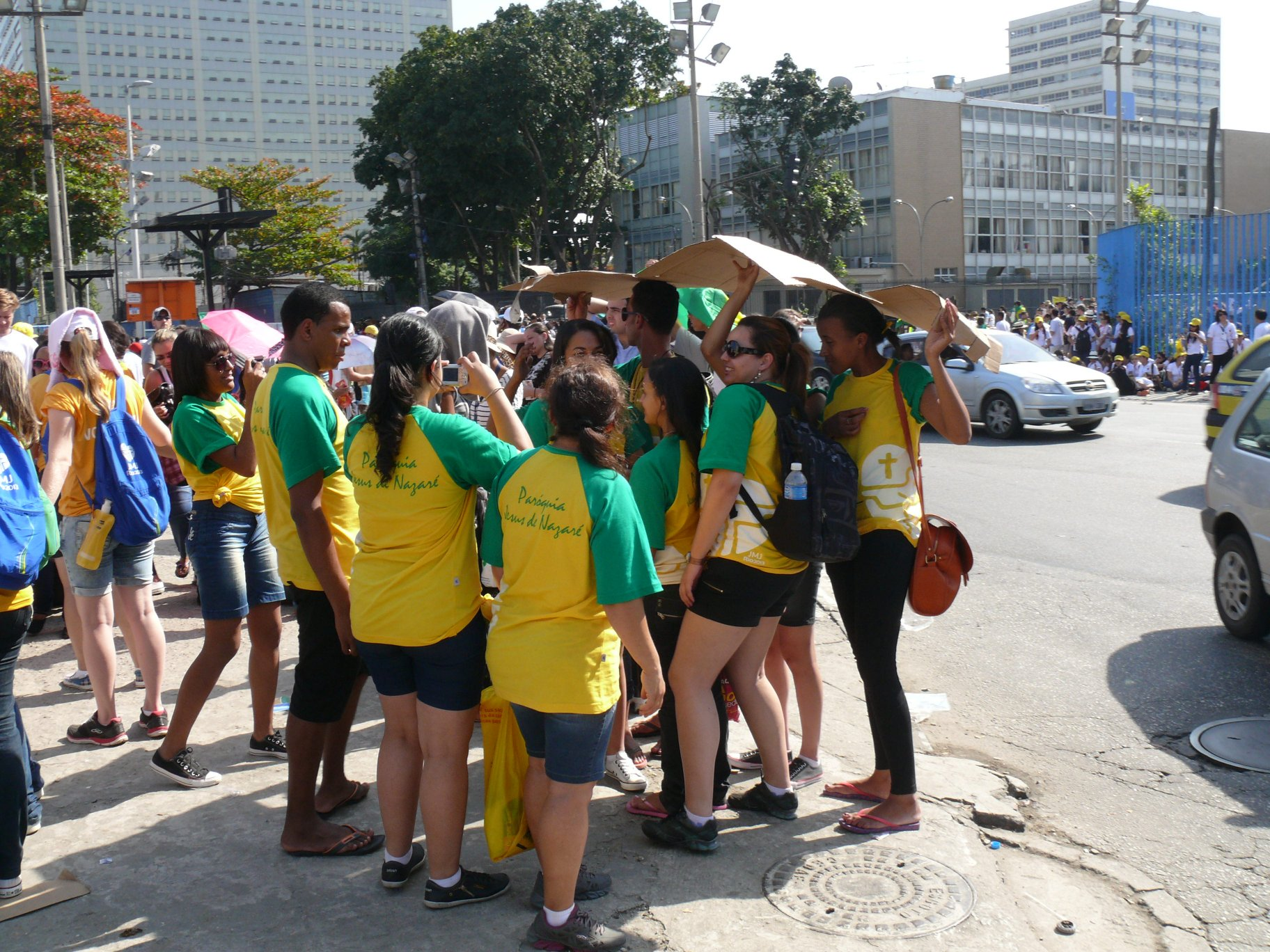
Pèlerins à Rio de Janeiro
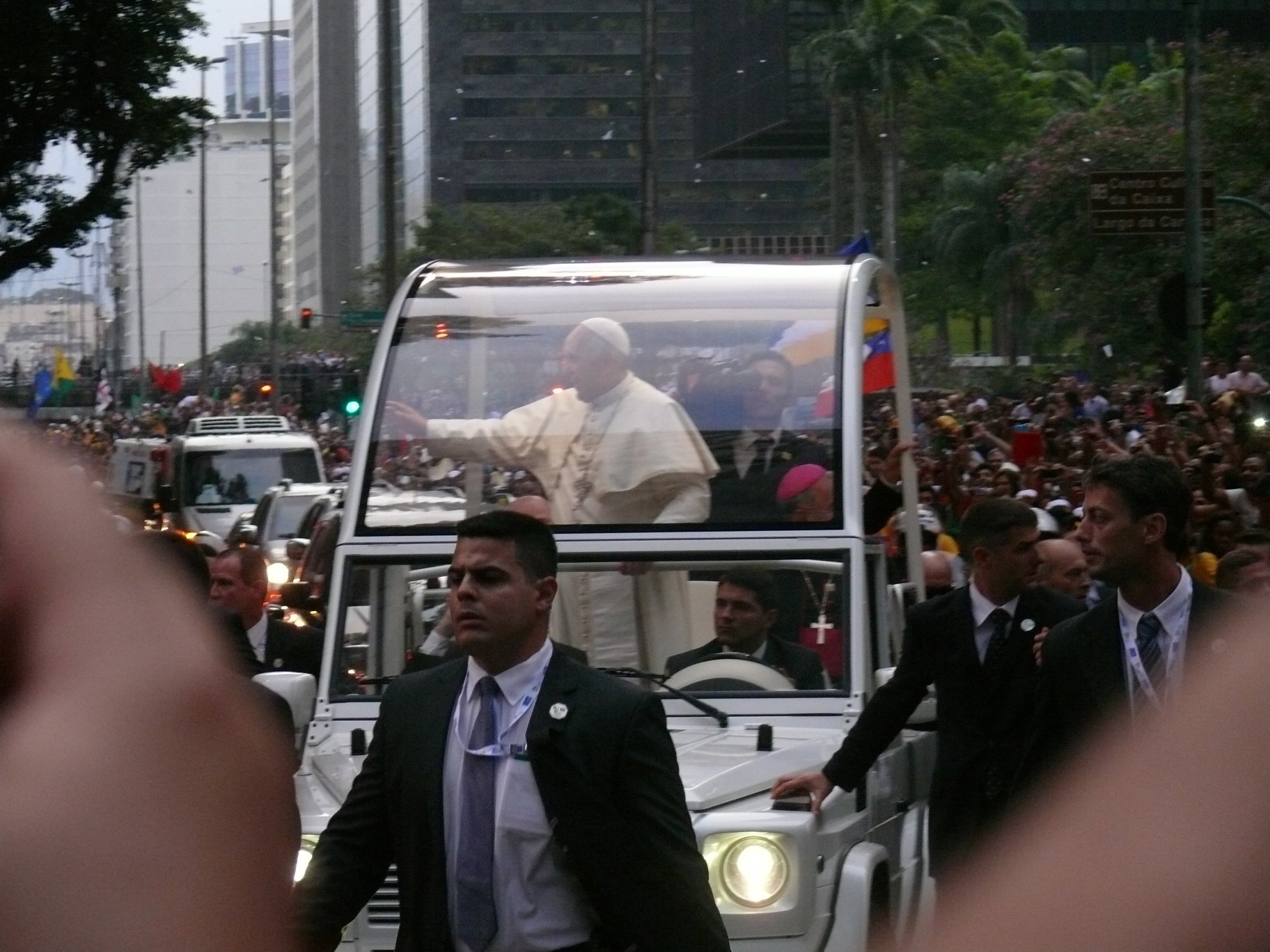
François à Rio de Janeiro
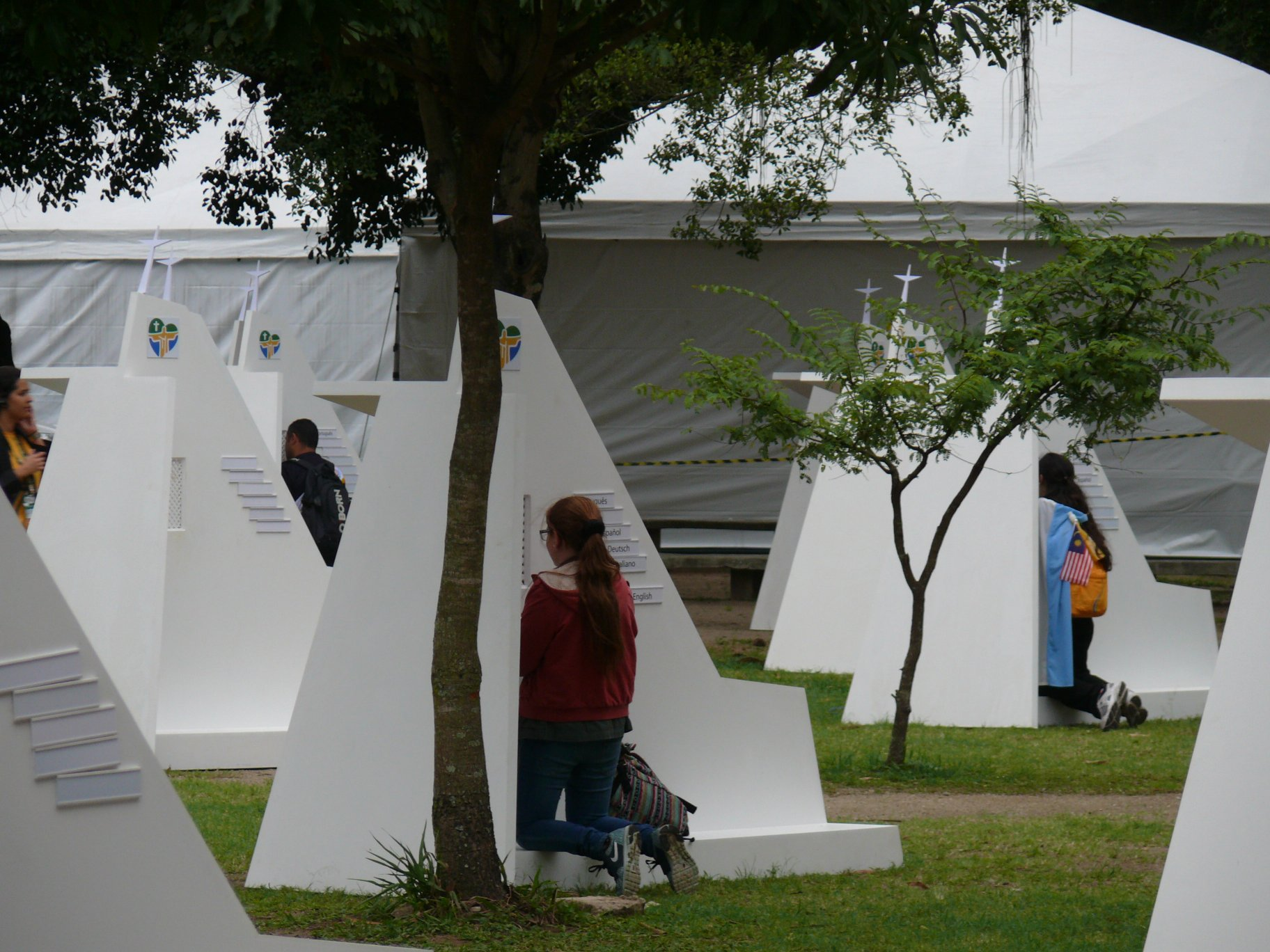
Confessions à Rio de Janeiro
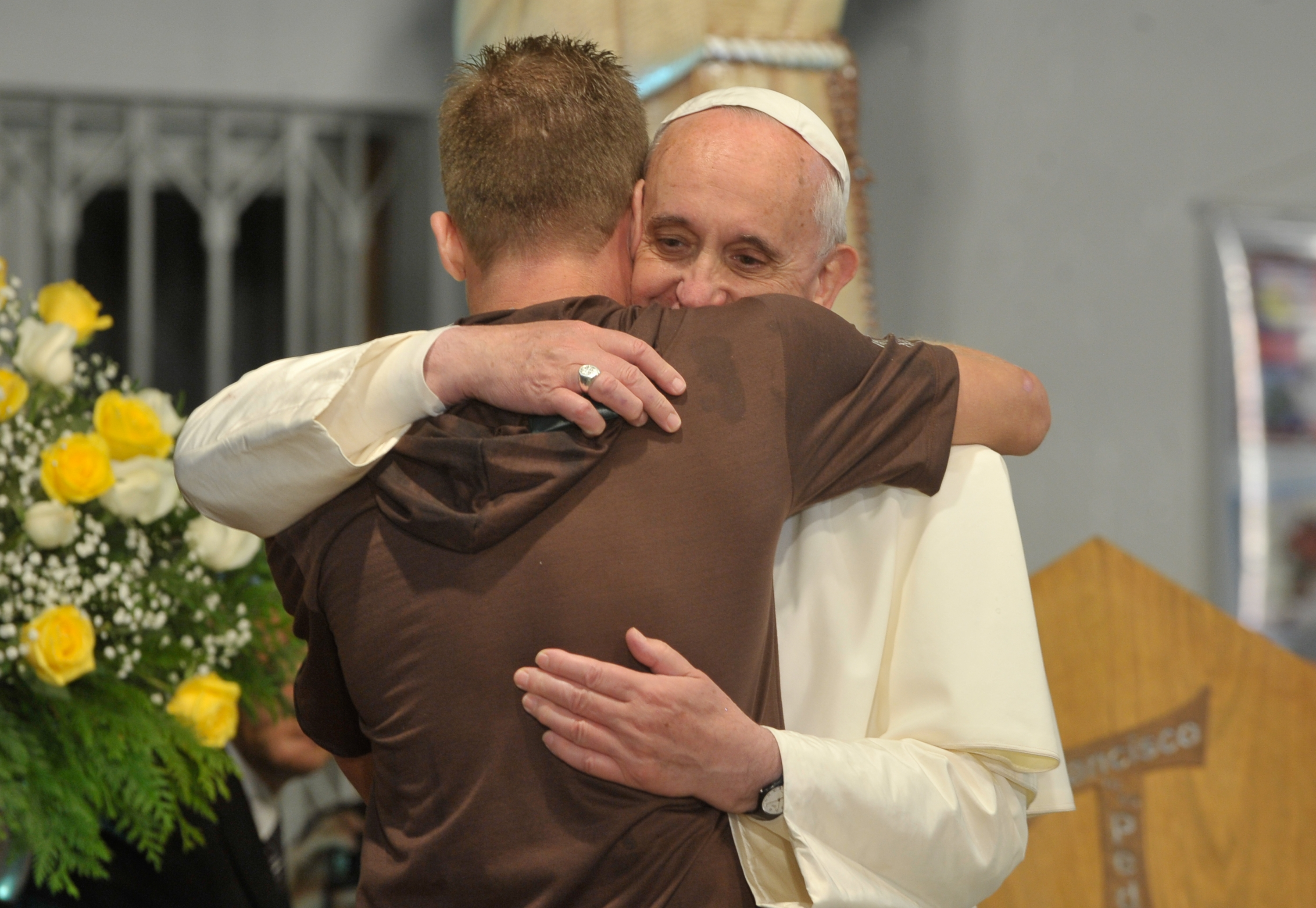
François étreint un homme lors de sa visite à l'hôpital de réadaptation.
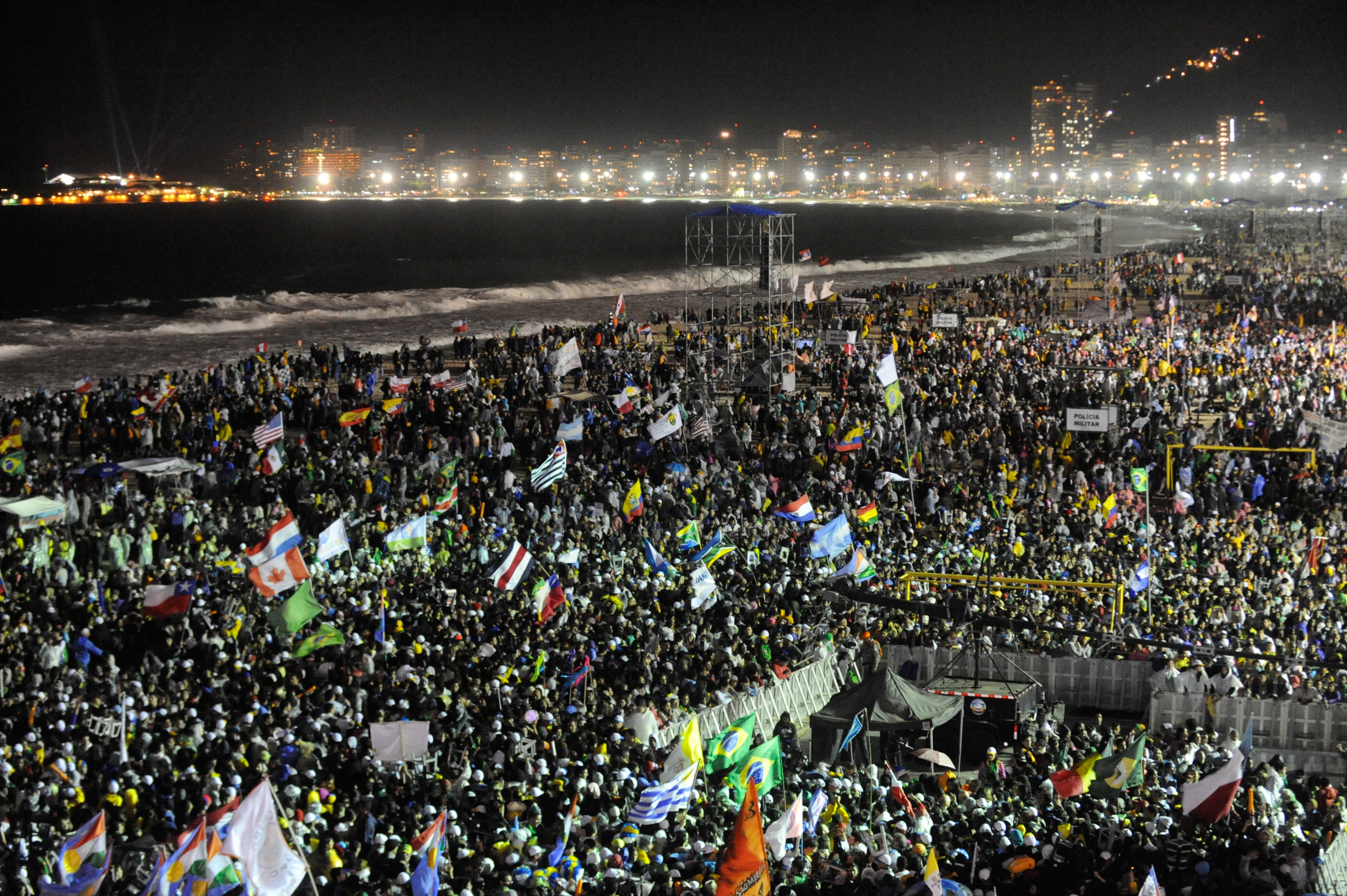
La foule lors de la cérémonie d'ouverture à Copacabana
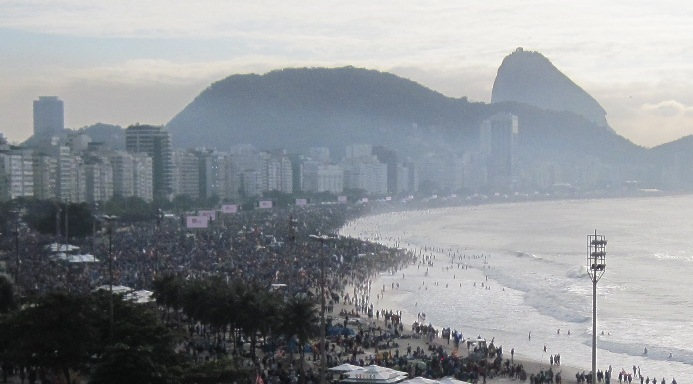
Les JMJistes à Rio de Janeiro, avec le Pain de Sucre
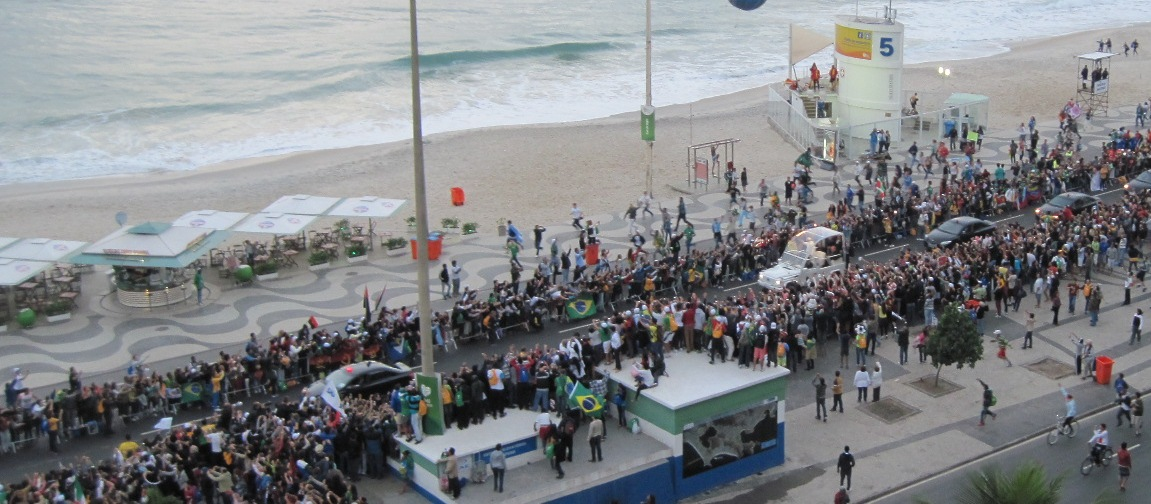
François arrive à Copacabana